# Mimesis (album)
Mimesis è il secondo album in studio del gruppo musicale finlandese alternative rock End of You, pubblicato nel 2008 dalla Spinefarm.

## Il disco
L'album si presenta con diversi stili e generi differenti tra loro, attraverso l'introduzione di alcuni brani completamente elettronici come Number 8 e Blind Rhythm, la sperimentazione di Driving Down The Void, il jazz di In Elegance (Closure) e la caratteristica cover di Goldeneye.
Nel 2014 la band pubblica on-line una versione rivisitata e rimasterizzata dell'album con una diversa tracklist e una traccia inedita dal titolo Procurer, ascoltabile gratuitamente in streaming su YouTube.

## Tracce
1. Better God - 04:07
2. You Deserve More - 03:16
3. Memoir - 03:56
4. Goldeneye (Tina Turner Cover) - 04:10
5. Over and Out - 04:28
6. Paper Trails - 04:09
7. Blind Rhythm - 04:43
8. Number 8 - 04:27
9. Driving Down the Void - 03:28
10. In Elegance (Closure) - 03:21

### Singoli
- You Deserve More (uscito il 26 marzo 2008)

### Videoclip
- You Deserve More

## Mimesis Reloaded

### Tracce
1. Better God
2. You Deserve More
3. Memoir
4. Over and Out
5. Paper Trails
6. Blind Rhythm
7. Procurer
8. Number 8
9. Driving Down the Void
10. In Elegance (Closure)

### Videoclip
- You Deserve More

## Formazione
- Jami Pietilä - voce
- Jani Karppanen - chitarra
- Joni Borodavkin - tastiere
- Timo Lehtinen - basso
- Mika Keijonen - batteria